# Physatocheila major
Physatocheila major är en insektsart som beskrevs av Henry Fairfield Osborn och Drake 1917. Physatocheila major ingår i släktet Physatocheila och familjen nätskinnbaggar. Inga underarter finns listade i Catalogue of Life.